# Michael Kidner
Michael James Kidner (Kettering, Northamptonshire, 11 de septiembre de 1917 – Liss, Hampshire, 2009) fue un artista británico, uno de los primeros exponentes del género op-art; activo desde mediados de la década de 1960. A través de su interés por las matemáticas, formó parte del movimiento constructivismo y las teorías del caos y ondas influyeron en su trabajo.

## Biografía

### Primeros años de vida
Nació en Kettering, como uno de los seis hijos de un industrial. Fue educado en Bedales School y desde 1939 asistió a Historia y Antropología en Cambridge antes de estudiar Arquitectura del Paisaje en la Universidad Estatal de Ohio, cuando estalló la guerra en Europa. Al no poder regresar a casa, se unió al ejército canadiense durante cinco años, y osteriormente fue destinado a Inglaterra y después del Día D entró en servicio activo en Francia en el Real Cuerpo de Señales de Canadá.
En 1946, después de la desmovilización, se matriculó en la Universidad Goldsmiths para estudiar Arte y Diseño, pero lo dejó después de tres meses. De 1947 a 1950, enseñó en el instituto Pitlochry en Perthshire y fue aquí donde comenzó a pintar como pasatiempo. En 1949 se casó con la actriz estadounidense Marion Frederick. De 1951 a 1952 trabajó como diseñador teatral en Bromley y Barnstaple mientras seguía pintando.

## Carrera

### Carrera temprana
Durante unas vacaciones en el sur de Francia, conoció a André Lhote, quien le introdujo en el cubismo y le animó a trasladarse a París y convertirse en pintor a tiempo completo. En 1953 viajó a París donde asistió esporádicamente al atelier de Lhote. Después de dos años regresó a North Devon, donde su hermano trabajaba como médico de cabecera. Se mudó a St Ives durante varios meses, donde conoció a Trevor Bell, Roger Hilton, Terry Frost, Patrick Heron y Peter Lanyon.
En 1957 se mudó a Londres, donde asistió a la exposición New American Painting en la Tate Gallery, en la que vio el expresionismo abstracto de Jackson Pollock y Willem de Kooning. Más tarde, se vio influenciado por las pinturas color field de Mark Rothko, que inspiraron sus pinturas, esculturas y relieves de After Image, ejecutados entre 1957 y 1962. En 1959 asistió a un curso dirigido por Victor Pasmore y Harry Thubron que lo alertó sobre las ideas de color derivadas de la Bauhaus y lo llevó hacia un uso más objetivo del color.
En 1959 se celebró su primera exposición individual en St Hilda's College, Oxford, donde mostró sus pinturas After Image. En 1965 su obra apareció en la exposición de op art The Responsive Eye en el Museo de Arte Moderno de Nueva York, junto con la de Bridget Riley.

### Carrera madura

#### After image(1959)
Él mismo declaró que «la óptica presenta un desafío que antes ofrecía la perspectiva». Se refería al examen de la percepción visual en la ciencia de la perspectiva lineal desarrollada por Leon Battista Alberti y otros artistas del Renacimiento en el siglo XV. También se interesó en el trabajo de Seurat y los neoimpresionistas que habían investigado la conexión entre la retina y el cerebro con respecto a la percepción del color, como se ve en sus pinturas puntillistas. Las abstracciones del campo de color de Rothko le llevaron a ver el color como «pura sensación».
Más tarde, sus obras en After Image se volvieron duras con patrones planos y uniformes, cuando se dio cuenta de que la actividad óptica que produce brillo disminuye con la pintura con pincel y las formas variadas.

#### Stripe(1961)
Después, After image se volvió demasiado limitada para él. Descubrió que quería abordar el color de una manera más racional y comenzó una serie de pinturas a rayas (stripes) utilizando dos colores alternos.

#### Muaré(1963)
En 1963, sintió que dos colores eran limitantes y un artículo sobre el patron de muaré en la revista Scientific American, le mostró cómo podía introducir un tercer color. El efecto se descubrió por primera vez en las sedas japonesas, cuando el material se doblaba, los patrones ópticos y los colores flotaban sobre los patrones y colores reales del material. Este método produjo un efecto dramático cuando cruzó dos bandas de color con una tercera en un ligero ángulo, lo que resultó en un patrón completamente nuevo, con una imagen vertical en forma de onda apareciendo a la vista.

#### Wave(1969) yColumnns(1971)
La aparición de la onda (wave) le cautivó y la teoría de ondas se convirtió en su obsesión al darse cuenta de que un patrón ondulatorio produce muchas más posibilidades que las líneas rectas porque las ondas se pueden poner en fase o desfasadas. Además de los efectos ópticos, le interesaba distinguir la forma del color. Aplicó tres colores a cuatro formas en rotación para que ninguna forma pudiera identificarse por un color en particular. Esto se puede ver en su grabado Sussex (1967).
En 1969 cofundó el grupo sistémico con Jeffrey Steele y otros. Por esta época, la noción de color como forma le impulsó a realizar una escultura columnar de una ola. En esta etapa se interesó por la teoría de números como clave para «la naturaleza del orden» y «la estructura de la realidad», y fue influenciado por el trabajo de Lohse. Tradujo meticulosamente la columna a una forma bidimensional como una pintura utilizando un método sistemático de mediciones y codificación de colores, como se ve en Columna frente a su propia imagen II de 1979. 

#### Grids and Lattices(1973) yStretched Elastic(1987)
En esta etapa comenzó a interesarse por los espacios entre las líneas y en su trabajo comenzaron a surgir líneas onduladas entrecruzadas, que culminaron en rejillas y celosías (grids and lattices). A veces estaban en fase creando espacios intermedios idénticos y otras veces fuera de fase para que los espacios intermedios no se repitieran. Utilizó esta estructura como base para crear muchas variaciones de este principio y afirmó que «el número infinito de intersecciones lineales ofrece y resiste cualquier tipo de resolución visual». Continuando con su investigación sobre rejillas y celosías, experimentó con diversos materiales. Estiró y distorsionó telas elásticas sobre marcos de madera móviles en formas geométricas para llegar a formas inesperadas, introduciendo así aleatoriedad, inestabilidad y cambio en su arte. Sintió que el arte constructivo debía tener en cuenta tanto el desorden como el orden.

#### Pentágono(1999)
En 1999, la teoría del caos se convirtió en una profunda influencia en su trabajo y la abstracción geométrica en forma de pentágonos de Penrose reimpresos en papel se convirtió en una herramienta fundamental como metáfora para ordenar el caos en el mundo. Esta fue su respuesta a los numerosos acontecimientos mundiales distópicos, como el calentamiento global, la guerra, limpieza étnica, el terrorismo y el nacionalismo intenso. Estaba intrigado por el hecho de que los patrones de su pentágono parecían caóticos. Su uso del color en estas obras fue a menudo aleatorio; el color antes aclaraba la retícula de su obra, ahora la subvierte. Ahora invirtió más valor en elementos no planificados en su trabajo. Se preguntó si en el caos puede haber «algún tipo de orden que tal vez aún no hayamos reconocido».
En su última década, su trabajo se volvió más colorido y libre. Títulos como Entangled Hyacinth Bulbs (2007), Invasion of Iraq: Surprise Resistance (2007) y Particle Evolution: The End of the Tunnel at CERN (2008) muestran sus intereses.
Enseñó en numerosas escuelas de arte, incluida la Bath Academy of Art (1962–82), la Slade School of Fine Art (1975–79) y el Chelsea College of Art (1981–85). En 1978, Stass Paraskos lo invitó a ser artista residente en el centro de artes del Chipre College of Art en Paphos, Chipre. 
Su trabajo se incluyó en colecciones de la Tate Britain, la Royal Academy y el British Arts Council . En 2004, fue elegido Académico Real de alto nivel.

## Últimos años
Falleció después que su hijo en 1980 y su esposa Marion en 2004. Sufría de ataxia progresiva del cerebelo y padecía cáncer. Hasta finales de 2009 continuó trabajando en su estudio con la ayuda y el apoyo de los artistas Adrian Richardson y Timothy Sawyer Shepard. Su última exposición, Dreams of the World Order, tuvo lugar en la Royal Academy en septiembre de 2009. Murió dos meses después, a la edad de 92 años.